# Anetia cubana
Anetia cubana е вид пеперуда от семейство Многоцветници (Nymphalidae). Видът е почти застрашен от изчезване.

## Разпространение
Разпространен е в Куба.